# Žernov (kraj liberecki)
Žernov – gmina w Czechach, w powiecie Semily, w kraju libereckim. Według danych z dnia 1 stycznia 2014 liczyła 234 mieszkańców.